# Větřkovice (Kopřivnice)

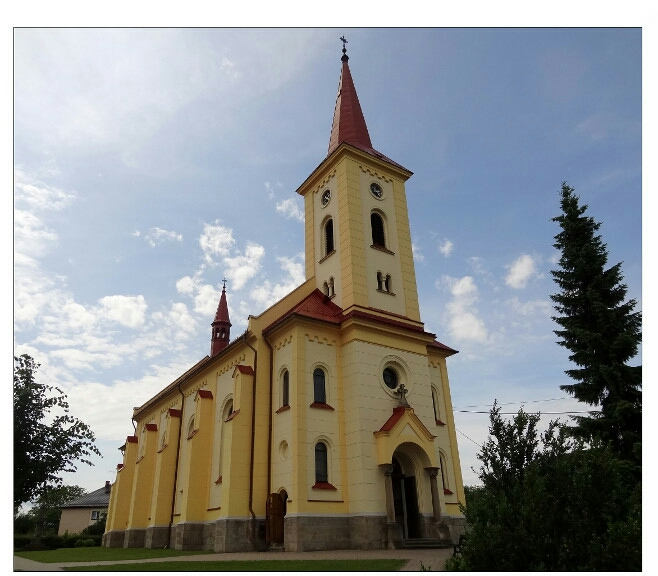
Kirche des hl. Wenzel

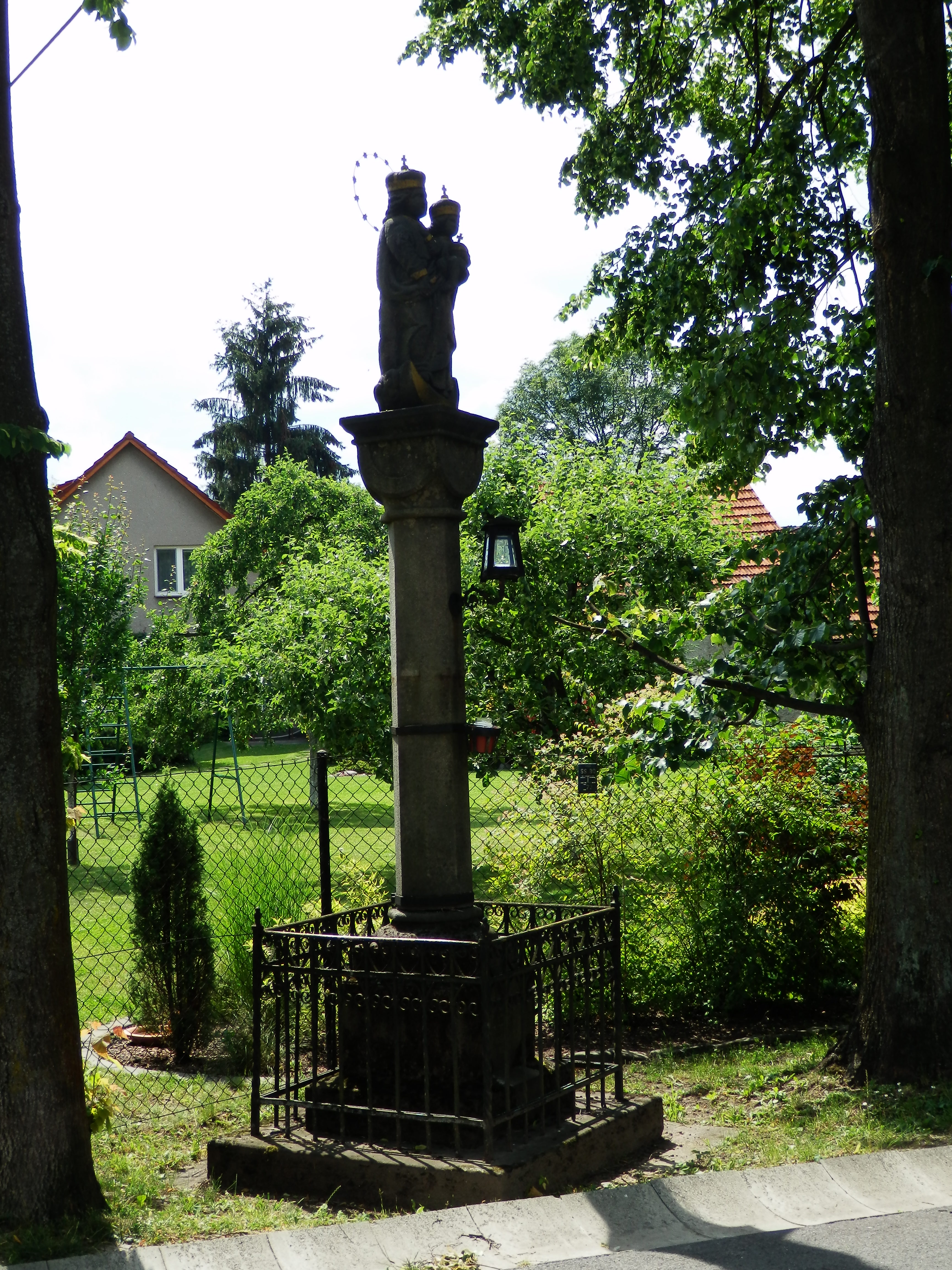
Mariensäule

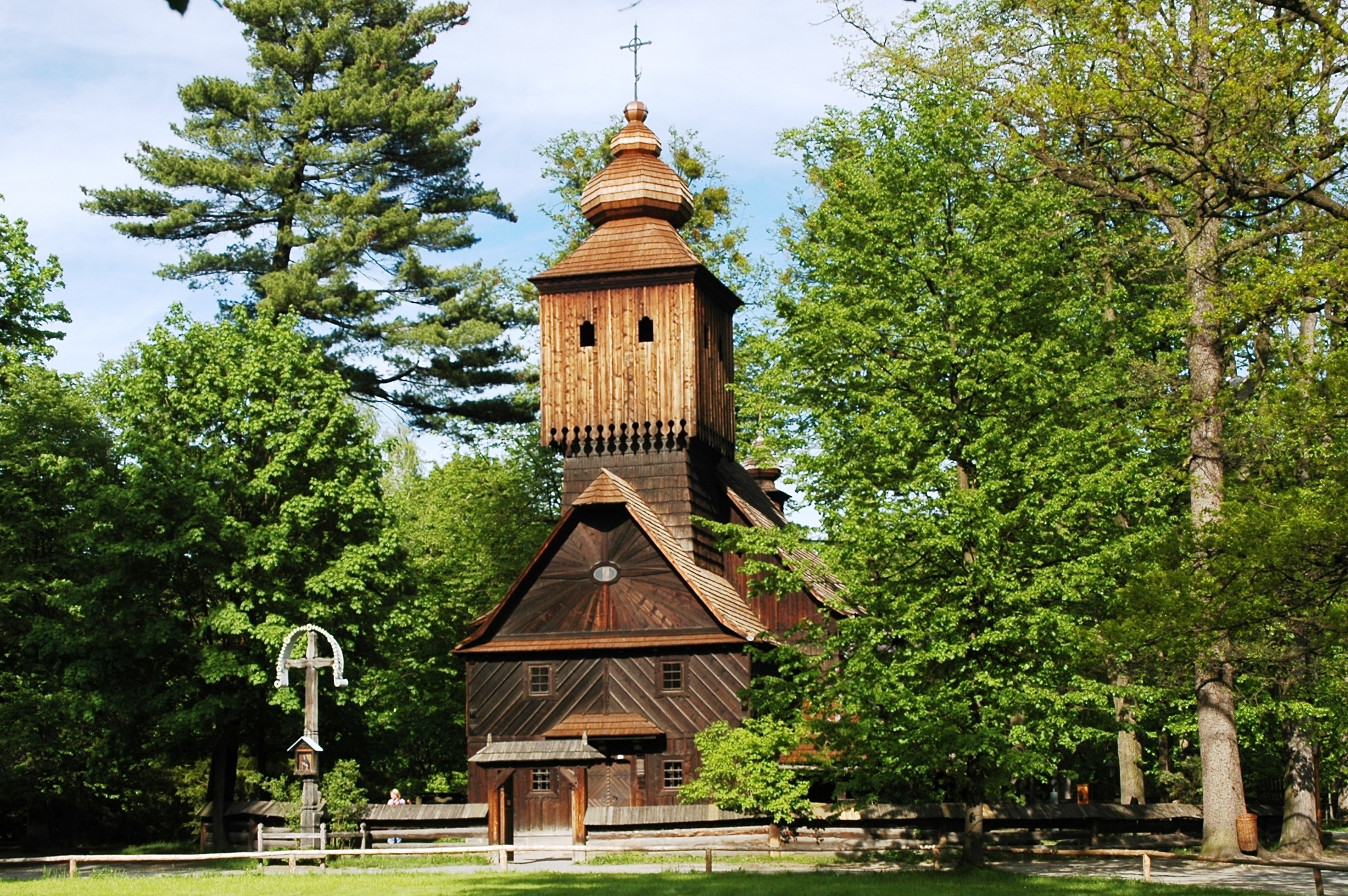
Schrotholzkirche der hl. Anna im Walachischen Freilichtmuseum, sie ist ein Nachbau der 1887 abgebrannten Kirche des hl. Wenzel in Větřkovice

Větřkovice (deutsch Wetrkowitz) ist eine Grundsiedlungseinheit der Stadt Kopřivnice in Tschechien. Sie liegt dreieinhalb Kilometer nordöstlich von Kopřivnice und gehört zum Okres Nový Jičín.

## Geographie
Větřkovice erstreckt sich rechtsseitig der Lubina in der Příborská pahorkatina (Freiberger Hügelland). Durch den Ort fließt der Bach Svěcený potok, östlich des Dorfes wird er im Stausee Větřkovice angestaut. Im Nordosten erhebt sich die Kopčanka (370 m n.m.), östlich die Větřkovická hůrka (447 m n.m.) sowie im Südosten der Kazničov (601 m n.m.), die Velová (390 m n.m.) und der Kabuďův vrch (370 m n.m.).
Nachbarorte sind Hájovský Dvůr und Hájov im Norden, Dolní Sklenov im Nordosten, Horní Sklenov im Osten, Měrkovice und Mniší im Südosten, Vlčovice im Süden, Drnholec nad Lubinou im Westen sowie Haškovec, Benátky und Véska im Nordwesten.

## Geschichte
Um 1270 überließ Franco von Hückeswagen dem Zisterzienserstift Velehrad das Kirchpatronat in Vriburch (Freiberg) sowie oberhalb des Städtchens an der Lubina eine Waldfläche von 50 Lahn zur Gründung eines Dorfes. Nach Francos Tod rissen dessen Söhne Bludo und Heinrich de Vriburch diese Schenkung wieder an sich und gaben sie 1292 dem Stift Velehrad unter gewissen Bedingungen, wie der ausschließlichen Gerichtsbarkeit über die Dorfbewohner in Freiberg, wieder zurück. In der 1302 ausgestellten Bestätigungsurkunde wurde das zwischenzeitlich angelegte Dorf Theodorici villa (Theoderichsdorf) erstmals erwähnt. 1347 wurde der Ort als Dyetreichsdorf, 1389 als Dytiherisdorf und 1410 als Dyetrzichowicz bezeichnet. In dieser Zeit wurde das große Dorf in drei Dörfer – Dětřichovice, Drnholec und Mniší – aufgeteilt, die bis zu den Hussitenkriegen im Besitz der Abtei Velehrad verblieben. Danach wurden die drei Dörfer der nahe gelegenen Burg Hukenwald untertänig, auf der die Bewohner zu Roboten verpflichtet waren. Die Aufsicht im Dorf führte ein von der Grundherrschaft eingesetzter Vogt, der zur Errichtung von Mahl- und Sägemühlen sowie Schenken und zur Ansiedlung der im Dorf benötigten Handwerke berechtigt war. Die im herrschaftlichen Archiv befindlichen alten Urkunden gingen 1762 beim Brand der Burg Hukenwald verloren. 1438 überließ der Pfandherr, König Sigismund, die Herrschaft Hukenwald an Johann Czazek von Saan. 1511 erwarb das Bistum Olmütz die Herrschaft zurück. 1564 erweiterte Bischof Markus Kuen die Brau- und Schenkrechte der Stadt Freiberg und unterstellte Getržichowitz zusammen mit neun weiteren Dörfern bis zur Errichtung einer herrschaftlichen Brauerei dem Freiberger Bierzwang. Sein Amtsnachfolger Wilhelm Prusinovský von Víckov gründete zwei Jahre später unterhalb der Burg Hukenwald das gleichnamige Dorf und ließ dort 1567 ein Brauhaus anlegen. Dessen ungeachtet ordnete er für Getřichowice und weitere Dörfer die Abnahme von Freiberger Bier an. Nach weiteren Verpfändungen wurde die Herrschaft Hukenwald 1581 durch Bischof Stanislaus Pavlovský von Pavlovitz wieder eingelöst und verblieb danach immer im Besitz des Bistums Olmütz. In dieser Zeit kaufte der walachische Woiwode Matyáš Krpec aus Kozlovice die Vogtei in Getřichowice. Zum Ende des 16. Jahrhunderts wandelte sich der Ortsname in Větřkovice; weitere Namensformen waren Wietrzkowitz, Wietržkowitz, Wessowitz, Wietrschkowitz, Witržkowitz und Wiecžkowice. Kardinal von Dietrichstein übertrug 1615 die bis dahin von der Stadt Mährisch Ostrau ausgeübte Gerichtsbarkeit über Větřkovice und andere Dörfer an die Stadt Freiberg. Auf Kosten der Gemeinde wurde 1638 die hölzerne St.-Wenzels-Kirche mit drei Altären erbaut; die älteste Glocke stammte aus dem Jahre 1528. Nachdem es 1643 in der Herrschaft zu einem ersten Bauernaufstand gekommen war, verschlechterten sich nach dem Dreißigjährigen Krieg die Lebensbedingungen zunehmend. 1673 und 1675 kam es zu erneuten Bauernrebellionen; die am 26. Juni 1695 ausgebrochene Revolte weitete sich schließlich zum größten Bauernaufstand in der mährischen Geschichte aus. Seit dem 18. Jahrhundert war das Vogtsamt erblich. Die letzte Bauernrebellion erfolgte am 30. Juni 1775, zu den Rädelsführern gehörten der Gemeindebote Josef Víta und der Bauer Michal Matula. Letzterer wurde von den herrschaftlichen Beamten angezeigt und in Kremsier zu einer Zuchthausstrafe verurteilt.
Im Jahre 1835 bestand das im Prerauer Kreis gelegene Dorf Witřkowitz bzw. Wietřkowice aus 56 Häusern, in denen 402 Personen lebten. Haupterwerbsquellen bildeten die Viehzucht und der Ackerbau; äußerst fruchtbar waren die aus vulkanischer Asche der Hončova hůrka bestehenden schwarzen Böden der Flur Černice. Die Kirche des hl. Wenzel war eine Tochterkirche der Pfarrei Freiberg. Der Sitz des Oberamtes befand sich in Hochwald. Bis zur Mitte des 19. Jahrhunderts blieb Witřkowitz der fürsterzbischöflichen Lehnsherrschaft Hochwald untertänig.
Nach der Aufhebung der Patrimonialherrschaften bildete Větřkovice / Wietrzkowitz ab 1849 eine Gemeinde im Gerichtsbezirk Freiberg. Mit dem Beginn der Industrialisierung verdiente sich in der zweiten Hälfte des 19. Jahrhunderts ein Teil der Einwohner seinen Lebensunterhalt durch Lohnarbeit bei der Nesselsdorfer Wagenbau-Fabriks-Gesellschaft oder in den Fabriken in Freiberg und Drholec. Ab 1869 gehörte Větřkovice / Wietrzkowitz zum Bezirk Neutitschein. Die alte Holzkirche brannte 1887 ab, an ihrer Stelle wurde 1898–1900 eine steinerne Kirche errichtet. Im Jahre 1900 bestand Větřkovice aus 68 Häusern und hatte 484 tschechischsprachige Einwohner. Im Ort gab es eine Mühle und eine zweiklassige Schule. Zu Beginn des 20. Jahrhunderts wurde Kalkstein für den örtlichen Bedarf abgebaut. 1930 lebten in Wetrkowitz 479 Personen, 1939 waren es 493. Nach dem Münchner Abkommen wurde Wetrkowitz 1938 dem Deutschen Reich zugeschlagen; nördlich und östlich der Gemeinde verlief die Grenze zur „Resttschechei“. Bis 1945 gehörte das Dorf zum Landkreis Neu Titschein. Nach dem Ende des Zweiten Weltkrieges kam Větřkovice zur Tschechoslowakei zurück. 1959 wurde Větřkovice Teil der neugebildeten Gemeinde Lubina, als Ortsteil wurde es seit dieser Zeit nicht mehr geführt. Zwischen 1973 und 1975 wurde der Stausee Větřkovice als Wasserreservoir für die Tatra-Werke. Am 1. Januar 1979 erfolgte die Eingemeindung nach Kopřivnice. 1991 lebten in Větřkovice 552 Personen, im Jahre 2001 waren es 571.

## Ortsgliederung
Die Grundsiedlungseinheit Větřkovice gehört zum Ortsteil Lubina der Stadt Kopřivnice. Zu Větřkovice gehört die Ortslage Haškovec (Haschkowetz).
Větřkovice bildet den Katastralbezirk Větřkovice u Lubiny.

## Sehenswürdigkeiten
- Neoromanische Kirche des hl. Wenzel, errichtet 1898–1900 durch den Baumeister Josef Ryšavý aus Kojetín anstelle der 1887 abgebrannten Holzkirche aus dem Jahre 1638. Das Ensemble mit dem zeitgleich durch Ryšavý errichteten Pfarrhaus, einem Sandsteinkreuz aus dem Jahre 1877, den vier kleinen Kapellen der hll. Kyrill und Method, der Jungfrau Maria, des hl. Wenzel und der Madonna von Lourdes sowie dem Friedhofszaun steht unter Denkmalschutz.[7] Im Walachischen Freilichtmuseum entstand 1939–1941 mit der Kirche der hl. Anna ein Nachbau der alten Schrotholzkirche.
- Mariensäule, am Svěcený potok gegenüber dem Haus Nr. 258. Die Sandsteinfigur der gekrönten Jungfrau Maria mit dem Jesuskind auf dem Arm stammt wahrscheinlich aus dem 19. Jahrhundert. Der Sockel der Säule trägt die Jahreszahl 1903.[8]
- Stausee Větřkovice
- Burgstall Dětřichovice, nordwestlich des Dorfes in der Gemarkung Drnholec nad Lubinou, die Burg entstand am Übergang vom 13. zum 14. Jahrhundert und erlosch um 1470.